# 羅小黒戦記 (映画)
『羅小黒戦記』（ロシャオヘイせんき、中国語: 罗小黑战记、拼音: Luó xiǎo hēi zhàn jì、英題：The Legend of Hei）は、中国の北京寒木春華動画技術有限会社（寒木春華スタジオ、通称HMCH）制作による2Dアニメーション映画。本作の監督でもある中国人クリエイターMTJJのWEBアニメ『羅小黒戦記』を原作とするアクションファンタジーアニメ。
2019年9月7日に中国で公開された。日本でもミニシアターでの限定上映ながら、中国国内とほぼ同時期の同年9月20日に日本語字幕版が公開された。2020年11月7日にはアニプレックスとチームジョイの共同配給により、『羅小黒戦記 ぼくが選ぶ未来』（ロシャオヘイせんき ぼくがえらぶみらい）のタイトルで日本語吹替版が全国ロードショーされた。
2025年、映画の続編『羅小黒戦記2』の日本版吹替の製作が決定し主演のキャストは続投、前作より2年後の話であると報じられた。同時にWEBシリーズの吹替も製作・放送されるとも報じられ2025年11月7日に日本語吹替版と字幕版が同時に公開予定。。

## 概要
本作は、子猫の妖精・小黒（シャオヘイ）を主人公とする同名の短編連作Webアニメシリーズの前日譚として制作された劇場長編アニメ。同シリーズより4年前のシャオヘイの活躍が描かれているが、あくまで独立して楽しめる作品として制作されている。
もともとは中国の漫画家・MTJJがFLASHアニメとして2011年3月から制作してきた作品で、ビリビリ動画にて再生回数が2億回を超える人気アニメに成長を遂げた。2015年には漫画化され、主人公である猫のキャラクター・シャオヘイも、そのキャラクター画像が微博などのSNSサイトのアイコンに使われるなど人気になっていたことで出資者が現れ、映画が制作されることになった。
2019年に中国大陸部で公開されると、計3億1500万元（約48億円）の興行収入を上げるヒットを記録した。ほぼ同時に一部ミニシアター系劇場で日本語字幕版が公開された日本でも、中国のアニメとしては異例の約1年間のロングランヒットとなり、新たに日本語吹替版が制作されて全国公開されることになった。
ハリウッドの大作以外の外国映画が日本で本国とほぼ同時期に公開されるのは極めて異例なことである。日本語字幕の作成や映倫（映画倫理機構）の手続きがあり、吹替版を作るとなるとさらに時間がかかるので、日本ではハリウッド映画であっても、公開が数か月から半年ほど遅れるのが一般的。しかも中国映画の場合、中国国内での公開が終わった後にカンヌ映画祭やベルリン映画祭といった海外向けのフィルムマーケットに出品されてから交渉が始まるのが普通だが、配給会社のチームジョイは本作の出資者でもある中国のジョイ・ピクチャーズ（北京卓然影業有限公司）が設立した日本法人であるため、事前に交渉することができた。
もともとは100万人いるとも言われる日本に住む華人・華僑に中国の新作映画をいち早く届けることが狙いだったという。現代においては、たとえ海外に在住していてもSNSで中国大陸と直接つながっているので、中国国内で公開されて盛り上がっている映画の話題もリアルタイムで入ってくる。しかし、ネット配信は劇場公開から3か月ほど後になるため、中国国内にいる人々と感動を共有したりSNSにコメントしたりすることができない。そこで日本での配給を担当したチームジョイは、テストマーケティングとしてほぼ同時期の日本公開を決めた。またこの作品なら日本人にも受けるかもしれないという直感はあったので字幕も付けたが、上手く行かなければ最初のプラン通りに中国人だけをターゲットにして2、3週間で上映を終わろうと考えていた。
最初の上映では、観客の9割が中国人だったが、その後、ほとんどが日本人となった。チームジョイが日本人の観客が大勢見に来ていると気付いたのは上映から1週間後のこと。Twitterで本作に関する話題が増えてきたため、公式のアカウントを作って情報発信を始めるなど、草の根から盛り上げていく宣伝スタイルに切り替えた。Twitterも最初は中国人が担当していたので日本語がおかしかったため、次に日本人スタッフが担当し、最後はプロのマーケティング会社に依頼するなど、プロモーションも段階的にグレードアップしていった。当初、日本人の観客はあまり期待しておらず、最初の日本語字幕はとりあえず作ったものだったため、ファンからTwitterで「わかりにくい」と指摘され、1週間で修正した。またパンフレットも中国には売る習慣がないので、公開から2、3週間経ってから作られた。
本作のテーマは現代社会の至るところで起こる争いとその解決の困難さに通底しており、善と悪という単純な対立構造ではなく、それぞれが信じる正義を闘わせるムゲンとフーシー、彼らの間で揺れるシャオヘイの心情を通して自然と人間の共存という普遍的なテーマが描かれている。
3DCGアニメが主流の中国アニメ業界にあって、本作は手描きの2Dアニメとして制作されている。また、それまでの中国製2Dアニメが実際は日本人アニメーターや日本のアニメ制作会社により制作されていることが多かったのに対し、本作は監督をはじめとする20代、30代の若手中国人クリエイター達が手掛けた、原作からアニメーション制作まで全てが中国で生み出された中国映画ということも特筆すべき点である。

## あらすじ
人間たちには知られていないが、この世界には妖精が存在し、人間から正体を隠し、あるいは人里離れて暮らしていた。しかし、人間たちの自然破壊によって彼らの多くが居場所を失っていた。
人間の森林開発により住処を奪われた黒猫の妖精・小黒（シャオヘイ）は、子どもながらにひとり居場所を探して旅に出た。ある時、人間に襲われて危険に陥った小黒に救いの手を差し伸べたのは、人間嫌いの妖精・風息（フーシー）だった。フーシーはシャオヘイを仲間に加え、隠れ家の島へと案内する。シャオヘイは故郷の森に似たその島でフーシーの仲間の妖精たちと新たな生活を始める。しかし、安息の場所を手に入れたのもつかの間、島に人間でありながら最強の執行人の無限（ムゲン）が現れる。フーシーたちの不穏な動きを察知して捕えにきたムゲンは、ひとり取り残されたシャオヘイに「館まで連行する」と告げる。
シャオヘイが捕獲対象ではなかったと気づいたムゲンは、詫びとして異能力の扱いかたを教えると申し出る。その申し出を利用し逃げようとするシャオヘイだが、幾度となく捕まり逃走は果たせない。しかし互いに誤解と不信感からはじまった両者の関係は、ふたりで旅を続け小黒が徐々に世界の広さを知るにつれて変化していく。
一方、逃れたフーシーとその仲間たちはシャオヘイの奪還を誓い、かねてから計画していた"ある作戦"を実行に移そうとしていた。

## 登場人物
声優は中国語版 / 日本語版の順に記す。

### 主要人物
シャオヘイ / 小黒
声 - 山新 / 花澤香菜
主人公。霊から生まれた黒猫の妖精。6歳。物事をまっすぐに受け止めることができる素直な性格の持ち主。人間の少年（ただし猫の耳がついている）や化け猫のような姿に変化することができる。嘿咻（ヘイシュウ）は小黒のしっぽから発生する生命体であり、小黒と嘿咻はそれぞれの場所を入れ替わることができる。人間の森林伐採により故郷の森を追われ、あたらしい住処を探して旅をする。
御霊系 / 金：金属を操ることができる
空間系 / 領界（原語：領域）：霊域を外部に向けて解放することのできる能力。霊域と化した場所では、あらゆるものが自らの意のままになる
空間系 / テレポート（原語：傳送）
ムゲン / 無限
声 - 劉明月 / 宮野真守
人間でありながら妖精たちの集う館に所属する執行人。「最強の執行人」と呼ばれ恐れられるほどの実力の持ち主。本人曰く「妖精に近い」。劇場版時点で437歳であることが判明している。
御霊系 / 金：金属を操ることができ、両腕の手甲にて戦う。
空間系 / 己界（原語：吞噬）：生命以外のものに限り、外部にある物質を自らの霊域に呑み込むことができる。呑み込まれたものは全て一旦霊域内の専用のスペースに入れられる。
フーシー / 風息
声 - 郝祥海 / 櫻井孝宏
植物を操る妖精。居場所のなかったシャオヘイを仲間に加え、自分たちの隠れ家である島へと案内する。200歳程度だが、はっきりとした年齢は自分でもよく覚えていない。龍游という故郷を追われ、放浪の身だった。
御霊系 / 木：植物の成長や変異をコントロールする事ができる。
生霊系 / 強奪：他者の能力を奪うことができる。同様の能力の中でもっとも強力である。能力を奪われた場合再び鍛錬次第で使えるようになるが、空間系に限っては同時に霊域も失ってしまうため、死に至る。

### 旅の仲間
ロジュ / 洛竹
声 - 叮当 / 松岡禎丞
フーシーの仲間の妖精。優しく人懐っこい性格で、シャオヘイの歓迎会を開くことを提案した。
御霊系 / 木：植物を操るほか、種霊を遠隔操作して周囲の様子を探ることもできる。
シューファイ / 虚淮
声 - 夏侯落楓 / 斉藤壮馬
フーシーの仲間の妖精。冷静沈着な実力派。体が氷でできており、負傷しても再生できる。
御霊系 / 氷：氷を操ることができる。
テンフー / 天虎
声 - 図特哈蒙 / 杉田智和
フーシーの仲間の妖精。幼いころからフーシーらと共に生活していた弟分。おとなしく無口で優しい性格。
御霊系 / 火：火を操ることができる。

### その他の人物
アクウ / 阿赫
声 - 李蘭陵 / 坂泰斗
風息の仲間。人を操れる能力の持ち主。
イエツ / 叶子
風息の仲間。能力は土。いかつい体格の持ち主。
ナタ / 哪吒
声 - 山新 / 水瀬いのり
総本部から龍游へ派遣された執行人。実力は折り紙付き。個性的な髪型がトレードマーク。
御霊系 / 火
生霊系 / 幻化
鎖御系 / 霊御、藕覇
シュイ / 若水
声 - 杨凝 / 豊崎愛生
執行人の一人。狐の妖精。人間に友好的で、ムゲンのファン。怪力。
キュウ爺 / 鳩老
声 - 陈思字 / チョー
執行人の妖精の一人。楽天家の好々爺。霊属性の鑑定能力を持つ。
パンジン / 潘靖（館長）
声 - 李璐 / 大塚芳忠
妖精館の龍游支部、館長。能力は心霊系の伝音など。龍游にいる執行人に情報を伝達できる。人間と妖怪の共存のために働く。趣味は音楽を聞くこと。
カンセン / 冠萱
声 - 薛成 / 佐原誠
館長の側に仕える。能力は心霊系の洗脳と生霊系の念磁。電磁波と記憶を操ることができるため緊急時の事後処理を担当している。
ユシ / 羽夕
館長のボディーガード。傘をかぶり仮面をつけている。姿を消すことができる。
イフー / 逸風
声 - 李蘭陵 / 室元気
回復能力を持つ。
ソウ / 大爽
避難担当。人間。能力は空間系の「転送」。位置情報で他者を一度に任意の場所に転送できる（ただし霊力が低い生命体のみ）。
ジャオユエ / 兆岳
声 - 邢子皓 / 佐々木義人
シュイらに同行する執行人。大きな赤鬼の姿。
ティエンジエ / 天介
声 - 李銚 / 石狩勇気
シュイらに同行する執行人。青い肌の妖精。
花輪
シュイらに同行する執行人。
空間系 / 蘊蔵。
ロウクン / 老君
映画内では名前のみ登場。無限とは400年以上前からの旧知の仲である。本編WEBアニメおよび番外編『藍渓鎮（蓝溪镇）』にて登場。
ゲンリ / 玄離
映画内では名前のみ登場。特異体質でふたつの霊域を持ち、「火」と「氷」という相反する性質を操ることができたと伝えられる。番外編『藍渓鎮』にて登場。
ネパ / 涅帕
人を食べる豹の妖精。ムゲンに捕縛される。
ミン先生 / 閔先生
声 - 高楓 / 相馬康一
お茶を飲みながら二胡を引くことが好き。館の規則に従ってはいるが属してはいない。能力は霊音。
モモ / 毛毛
声 - 沈念如 / 劉セイラ
ミン先生の弟子。
ガコ / 画虎
声 - 林帽帽 / 石見舞菜香、野坂尚也
都市で古書店を営む。能力は画霊。描いたものを実体化させる能力を持つ。
紫羅蘭（花の妖精）
声 - 闫夜桥 / 宇垣美里
龍游に住む花の妖精。花屋で働いている。

## 設定

### 能力
霊域が司る能力。6つの体系に分類され、各体系からさらに各属性・能力に分かれる。
能力者によって複数の能力をもち、自らが主として有する能力以外も相性・修練次第では会得することが可能。
ただし、空間系の能力を持てるか否かはもともとの霊域の特性により、努力すれば使えるようになるわけではない。また、空間系の能力者であっても空間系の能力はひとつしかもてない。空間系以外の能力についても、「火」と「氷」など相反する性質の能力をひとつの霊域で司ることは原則的には不可能であり、ゲンリにそれが可能であったのは霊域をふたつ有していたためである。
御霊系
火、金、水、木、土の五行のいずれかの力を操ることができる。基本的に得意な属性、そして得意な属性と相性の良い能力しか扱うことができない。
空間系
領界
霊域の外部に、自分の霊域を具現化する能力。その世界においては、霊域と同じようにすべてを支配することができる。
己界
原語では「吞噬」。外部の物質を自分の霊域に取り込むことができる能力。
生霊系

鎖御系

心霊系

造物系

### その他の用語
館
妖精によって運営される妖精のための組織。
人間との共存を目指し、人間社会との均衡を保つべく日夜活動している。幼い妖精に能力の扱い方を教える、年老いた妖精に人間社会への溶け込み方を教えるなど、妖精への援助は多岐にわたる。館に所属するためにはいくつかの条件があり、「妖精という素性を人間に知られてはならない」は、館における規則のひとつである。
霊域
原語では「霊質空間」。生き物すべてが持つ生命と能力の源。原則的に、ひとつの生命につきひとつしかない。
霊域をもつのは能力者に限らないが、能力者として力を増せば増すほど、霊域も広くなっていく。特別修練を積んでいない人の霊域は、だいたいバスケットボール程度。霊域内においては、瞬間移動や念力、読心などあらゆることが可能であり、空間の主がすべてを支配する。

## スタッフ
- 原作・監督 - MTJJ
- プロデューサー - 叢芳氷、馬文卓
- 副監督 - 顧傑
- 脚本 - MTJJ、彭可欣、風息神涙
- 作画監督 - 馮志爽、李根、周達炜、程暁榕、鄭立剛
- 美術監督 - 潘婧
- 撮影監督 - 梁爽
- 3D監督 - 周冠旭
- 音響監督 - 皇貞季
- 音楽 - 孫玉鏡
- 制作会社 - 北京寒木春華動画技術有限公司

### 日本語吹替版
- 音響監督 - 岩浪美和
- 音響制作 - グロービジョン
- 配給 - アニプレックス、チームジョイ

## 制作
Webアニメシリーズとして発表された原作が中国国内で高い人気を獲得したことを受け、映画が制作された。また日本でも、限定公開された字幕版の高い人気に後押しされて、アニプレックスをパートナーとして吹替版が制作されて全国公開された。

## 音楽
日本語吹替版の主題歌「Unity」をこの曲がメジャーデビューとなるLMYKが歌っている。プロデュースは、ジャネット・ジャクソンや宇多田ヒカルを手がけたチーム、Jimmy Jam and Terry Lewisが担当。
また中国語オリジナル版の映画プロモーション曲は、周深が歌う「不再流浪」。
- 「不再流浪」
- 「Unity」（作詞：LMYK、作曲：LMYK、John Jackson、編曲：Jimmy Jam and Terry Lewis、John Jackson）

## 公開
中国では2019年9月4日に公開され、中国国内だけで3.1億元（約48億円）の興行収入を記録した。
日本では、中国から2週間遅れの同年9月20日に上映がスタート。公開当初は池袋HUMAXシネマズ単館での10日間限定上映であったが、日本のアニメ業界の関係者がSNSで話題にしたことをきっかけに口コミで人気が広がり、連日チケットが完売。上映延長を経て、公開終了後も首都圏から大阪、名古屋、札幌など日本各地のミニシアターに公開劇場を拡大。2020年4月に新型コロナウイルスによる映画館の営業自粛で1か月の中断があったものの、約1年間のロングランヒットを記録した。
日本での人気に後押しされる形で制作された日本語吹替版は2020年11月7日に全国公開され、公開から86日となる2021年1月31日までに観客動員数約32万人、興行収入約5億円を記録した。

## 評価
キャラクターなどから受ける印象はほのぼのとしたファミリー向け作品の雰囲気だが、スピーディーなアクションによるバトルシーンなども盛り込まれ、エンターテインメントとしてハイレベルな作りになっている。
日本でも、物語に絶妙に編み込まれた大迫力のアクションシーンと小気味よいギャグ、作品の繊細な表現、日常のしぐさなどの丁寧なアニメーションの演出、水や炎などのエフェクト作画に、入江泰浩、亀田祥倫、井上俊之などの日本のアニメ界を代表するクリエイターたちから称賛の声が上がった。入江は「とてもシンプルな線のキャラクターデザインで、存分に動かすという方向に舵を大きく切ったタイプ。比較的線の多い日本のアニメーションや、中国で最近作られるようになった日本的なアニメーションとは違う、むしろ欧米の美術学校の学生たちが作った映像に近いという印象を覚えた」と評している。井上は「そのアクションのアイデア、圧巻のカメラワーク、宮崎アニメに通じる気持ち良い動きのリズム、痺れるほどにかっこいい」とコメントを寄せている。
監督のMTJJは日本のアニメから受けた影響を公言しており、日本のアニメ作品を思わせるシーンが数多く見受けられるが、同時に中国神話や武侠作品などの影響も大きい。日本のアニメだけでなく、欧米のカートゥーン、ゲームのモーションやカメラワークなど、世界各国の様々なコンテンツの影響を随所に感じさせる一方で、それらの影響が模倣やモザイクアート的に見えず、オリジナリティを強烈に感じさせる作品となっている。アクションシーンは日本のアニメ『NARUTO -ナルト-』の影響を感じさせるが、日本のアニメ同様、スタッフが幼い頃から見てきたであろう中国のアクション映画の系譜の上にもあり、それらをミックスしたものとなっている。
ストーリーに関しては、日本のアニメーションよりもアメリカのマーベルのヒーロー映画のプロットの立て方を参考にしているところがあり、観客に対してどういうタイミングで情報を開示していくのかなど、しっかりしたメソッドに沿って作られている。
MTJJ監督は2019年『ONE文芸生活』のインタビューを受け、小黒のモデルは拾った野良猫で、半年ほど飼っても「馴れなかった」ので再び野外に捨て、その思い出で『羅小黒戦記』を創ったと語った。この発言はネットで論争を呼び、作品のテーマに反するという人あり、野良猫を自然に返して何が悪いという人あり、続編映画をボイコットする人ありと百家争鳴となった。

## 映像ソフト
| タイトル                                     | 発売日       | 規格         | 規格品番              | 備考                                                                                  |
| -------------------------------------------- | ------------ | ------------ | --------------------- | ------------------------------------------------------------------------------------- |
| 羅小黒戦記 ぼくが選ぶ未来 （通常版）         | 2021年7月9日 | DVD BD       | ANSB-14025 ANZB-14025 | 日本語吹替版と中国語オリジナル音声を収録。                                            |
| 羅小黒戦記 ぼくが選ぶ未来 （完全生産限定版） | 2021年7月9日 | DVD+CD BD+CD | ANZB-14025 ANZX-14025 | 中国語オリジナル音声版（日本語字幕）の劇場公開時に使用された全3種類の字幕を再現収録。 |

## テレビ放送
2022年10月7日から11月4日まで、劇場版をディレクターズ・カット版として全5話に分割し、新規描き下ろしも追加したテレビ放送版がテレビ放送された。ローカル局により関東の一部地域で地上波放送されたほか、BS放送のBS11では全国放送された。
また同年12月31日には、BS11において劇場版も放送された。
| 放送期間                | 放送時間                     | 分類         | 放送局   | 対象地域 |
| ----------------------- | ---------------------------- | ------------ | -------- | -------- |
| 2022年10月7日 - 11月4日 | 土曜 0:00 - 0:30（金曜深夜） | TOKYO MX     | 東京都   |          |
|                         |                              | とちぎテレビ | 栃木県   |          |
|                         |                              | 群馬テレビ   | 群馬県   |          |
|                         |                              | BS11         | 日本全域 | BS放送   |